# 46e Gemotoriseerde Korps
Het 46e Gemotoriseerde Korps (Duits: Generalkommando XXXXVI. Armeekorps (mot.)) was een Duits legerkorps van de Wehrmacht tijdens de Tweede Wereldoorlog. In het begin vocht het korps in Joegoslavië en daarna in de centrale sector van het oostfront.

## Krijgsgeschiedenis

### Oprichting
Het 46e Gemotoriseerde Korps werd op 25 oktober 1940 opgericht in Görlitz in Wehrkreis VIII.

### 1941

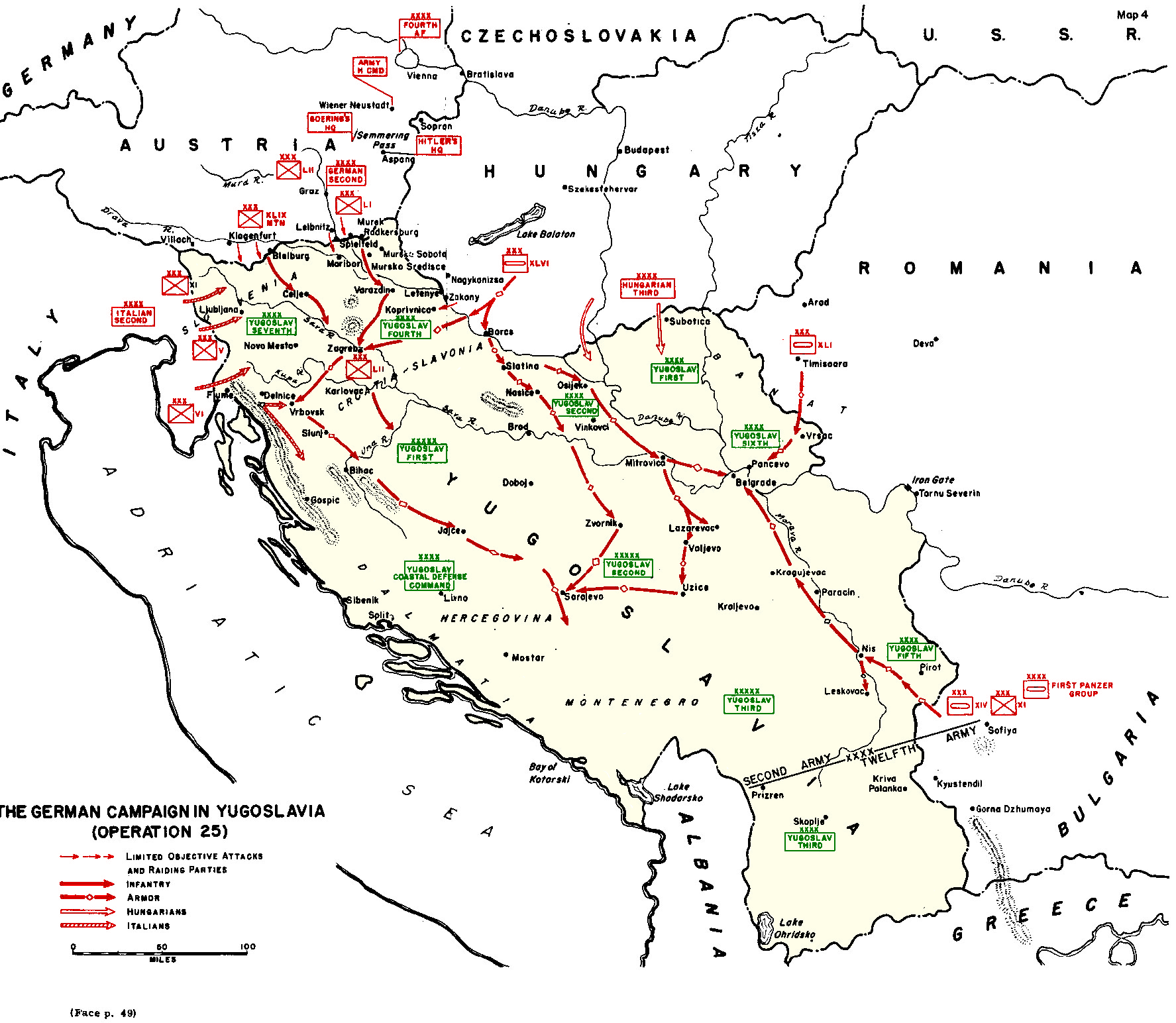
Invasie van Joegoslavië april 1941

Het korps bleef in de Heimat tot voorjaar 1941 en werd dan in maart als voorbereiding voor de Invasie van Joegoslavië verplaatst naar Nagykanizsa in Hongarije. Begin april stond het korps onder bevel van het 2. Armee en beschikte over de 8e en 14e Pantserdivisies en de 16e Gemotoriseerde Divisie. Het korps had enkele bruggenhoofden veroverd over de Drau en stootte op 10 april in twee richtingen, Zagreb en Belgrado. Zagreb werd dezelfde dag nog veroverd en Belgrado werd op 12/13 april bereikt. Daarna volgde nog een aanval richting Sarajevo en daarmee eindigde deze veldtocht. Eind mei werd het korps terug verplaatst naar de Heimat.

Voor de aanval op de Sovjet-Unie, Operatie Barbarossa, op 22 juni 1941, stond het korps onder bevel van Panzergruppe 2 en beschikte over de 10e Pantserdivisie, de SS-Reich Division en Infanterieregiment (mot.) Großdeutschland. Het korps werd in de eerste fase nog achtergehouden. Pas begin juli werd het korps in het front geschoven rond Njasvizj en rukte vanaf daar richting de Dnjepr, die medio juli bij Shklov bereikt werd. Meteen werd verder opgerukt en op 18 juli werd Jelnja ingenomen en daar mee geholpen de pocket om Smolensk te sluiten. Het korps bleef in en rond Jelnja een maand lang en schoof daarna iets zuidelijker op, richting Roslavl. Het korps nam in de daaropvolgende vier weken deel aan de defensieve slagen rond Smolensk.

Op 2 oktober ging voor Panzergruppe 4 de Operatie Taifun van start, de aanval op Moskou. Het korps beschikte over de 5e en 11e Pantserdivisies en de 252e Infanteriedivisie. De aanval liep ondanks tegenstand goed en al snel kon het korps als deel van de zuidelijke tang, een aantal Sovjetlegers mede omsingelen rond Vjazma. Dit duurde tot medio oktober en daarna ging de opmars verder richting Moskou. Eind oktober lag het korps zuidelijk van Volokolamsk, maar de modder-periode stopte nu elke beweging. Vanaf 18 november ging de opmars weer verder, maar ze kwamen niet verder dan bij Krjukovo, nog 25 km tot Moskou. Op 5 december was de opmars voorbij en sloegen de Sovjets terug. Tot 13 december moest de frontboog rond Klin ontruimd worden en de terugtocht ging verder richting Volokolamsk, waar het korps rond de jaarwisseling terechtgekomen was.

### 1942

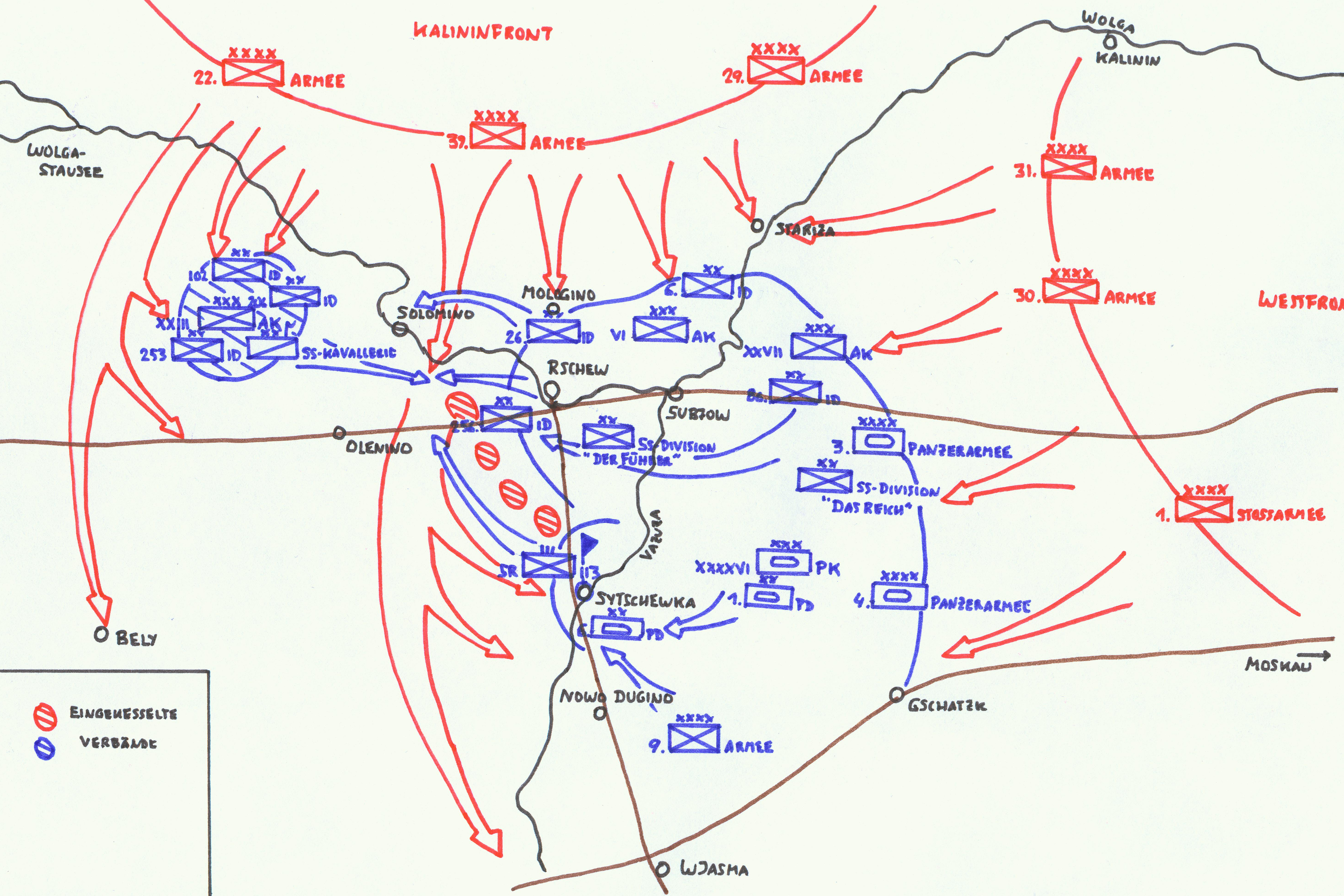
Ontstaan van de Rzjev-saillant in januari 1942

In januari lag het korps in de frontuitstulping bij Rzjev, noordoostelijk van Sytsjovka, maar met het front naar het westen tegenover het in het achterland doorgebroken 29e Sovjetleger. Het korps viel op 30 januari aan vanuit Sytsjovka naar Olenino en sneed het 29e Leger af van de rest van het Kalininfront. Tegen begin april bevond het korps zich ten westen van Rzjev. In april, mei en juni was het korps bij en zuidwestelijk van Vjazma in actie.
Het 46e Gemotoriseerde Korps werd op 14 juni 1942, in Rusland bij Dorogoboezj, omgedoopt in het 46e Pantserkorps.

## Bovenliggende bevelslagen
| Leger          | Legergroep         | Plaats/regio        | Begin             | Eind              |
| -------------- | ------------------ | ------------------- | ----------------- | ----------------- |
| 11. Armee      | Heeresgruppe C     | Heimat              | 25 oktober 1940   | eind maart 1941   |
| 2. Armee       | OKH                | Joegoslavië         | eind maart 1941   | 13 april 1941     |
| Panzergruppe 1 | OKH                | Joegoslavië         | 14 april 1941     | 22 april 1941     |
| 2. Armee       | OKH                | Joegoslavië         | 23 april 1941     | eind mei 1941     |
| --             | BdE                | Heimat              | eind mei 1941     | 20 juni 1941      |
| Panzergruppe 2 | Heeresgruppe Mitte | Wit-Rusland, Jelnja | 20 juni 1941      | 25 augustus 1941  |
| 4. Armee       | Heeresgruppe Mitte | Jelnja, Roslavl     | 25 augustus 1941  | 3 september 1941  |
| Panzergruppe 2 | Heeresgruppe Mitte | Roslavl             | 3 september 1941  | 23 september 1941 |
| Panzergruppe 4 | Heeresgruppe Mitte | Vjazma, Moskou      | 23 september 1941 | 24 januari 1942   |
| 9. Armee       | Heeresgruppe Mitte | Moshaisk, Rzjev     | 25 januari 1942   | 29 april 1942     |
| 3. Panzerarmee | Heeresgruppe Mitte | Vjazma              | 29 april 1942     | 14 juni 1942      |

## Commandanten

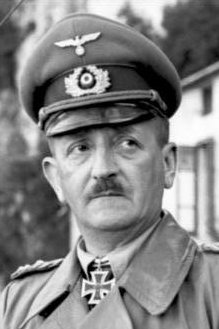
Generaal Heinrich von Vietinghoff

| Rang                     | Naam                     | Begin           | Eind         |
| ------------------------ | ------------------------ | --------------- | ------------ |
| General der Panzertruppe | Heinrich von Vietinghoff | 1 november 1940 | 10 juni 1942 |
| General der Infanterie   | Hans Zorn                | 11 juni 1942    | 14 juni 1942 |